# Delavan (Wisconsin)
Delavan – miasto w Stanach Zjednoczonych, w stanie Wisconsin, w hrabstwie Walworth.